# Роспуск Священной Римской империи
Роспуск Священной Римской империи германской нации произошёл 6 августа 1806 года, когда император Франц II Габсбург отрёкся от своего титула и освободил все государства и всех должностных лиц империи от присяги верности и от всех обязательств в отношении империи.
События 1806 года подвели черту под несколькими столетиями постепенной децентрализации империи. К началу XIX века империя, у которой не было ни постоянной армии, ни единой финансовой системы, больше напоминала юридическую фикцию, чем реальное государство. Начало процессу распада положило появление в XVI—XVII вв. централизованных национальных государств вроде Франции, которые бросали вызов претензиям императора Священной Римской империи на универсальное преемство в отношении Римской империи.
Окончательный упадок Священной Римской империи связан с противостоянием правящей династии Габсбургов революционной, а затем наполеоновской Франции. После того, как Наполеон Бонапарт в 1804 г. объявил себя императором французов, Франц II Габсбург в ответ провозгласил себя императором Австрии. Фактически судьба «старой» империи была предрешена после разгрома Австрии при Аустерлице (декабрь 1805) и образования немецкими вассалами Франца II профранцузского Рейнского союза (июль 1806 г.).
Ликвидацию тысячелетней империи подготовили секуляризационные процессы XVI—XVIII вв. и события 1801—1803 гг., известные под названием большой медиатизации. В ходе этого процесса, завершившегося принятием Заключительного постановления имперской депутации (весна 1803 г.), произошло укрупнение государств Священной Римской империи и радикальное сокращение их числа (прежде всего за счёт секуляризации духовных государств и упразднения многочисленных имперских городов).
В 1815 г. бывшие государства империи, сохранившие независимость, образовали Германский союз. Тем самым был открыт путь к давно назревшему объединению Германии.

## Предыстория
В отличие от сумевших централизоваться соседних государств, к XIX веку Германия этим путём так и не пошла. Священная Римская империя в значительной мере сохранила средневековую политическую структуру,. К началу реформации в неё входило 136 церковных и 173 светских владений, а также 85 имперских городов, к концу XVIII века число участников составляло менее 300. Традиционное объяснение этому указывает на усиление власти князей во времена правления Штауфенов и Вестфальского мира, сделавшего императора «первым среди равных» среди европейских правителей. В последние десятилетия ряд историков объясняют фрагментированность Германии, изначально превосходившей по размерам своих соседей, географической протяжённостью и силой местной аристократии и духовенства. Уже к XII веку последние не считали себя подчинёнными императора, гораздо меньше — его подданными, но как правители были готовы защищать имеющуюся у них власть. К моменту смерти императора Фридриха II он уже решил считать regnum teutonicum «аристократией с монархической головой».
Среди этих государств и территорий церковные княжества являлись уникальными для Германии. Представители Салической и Оттоновской династии использовали аббатов и епископов как агентов Короны, которые в отличие от герцогов были более верными и не могли создать независимые наследственные владения. Императоры увеличивали власть Церкви, особенно епископов, передачей земельных участков и многочисленных гарантий защиты и неприкосновенности, а также широких судебных прав, что способствовало возникновению светских владений епископов (также известны как Hochstift). Немецкий епископ стал «имперским князем» и прямым вассалом императора за свой Hochstift, продолжая заниматься пасторством во вверенной епархии. Личное назначение епископов императором стало причиной пятидесятилетней борьбы за инвеституру XI—XII вв., итогом которой стало ослабление его влияния. Теперь епископы чаще выбирались независимыми кафедральными собраниями каноников, чем назначались императором или папой римским, после чего получали подтверждение своей власти на равных правах со светскими князьями.

## Этап секуляризации (XVI—XVIII вв.)

### Ранняя секуляризация (XVI—XVII век)
Со временем князья-епископы столкнулись с активным расширением владений их светских коллег, из-за чего их собственное положение явно ухудшилось. В ходе Реформации ряд епархий на севере и северо-востоке Германии были секуляризованы, в основном в пользу протестантских государей. В XVI веке благодаря контрреформации вопрос о судьбе этих владений являлся одной из важнейших проблем Вестфальского мира, подтвердившего новый статус архиепископств Бремена и Магдебурга вместе с шестью епископствами, перешедшими под власть Брандербурга, Мекленбурга и Швеции. При этом Хильдесхайм и Падеборн, уже десятилетия принадлежавшие протестантам, восстановили свой епископальный статус. Документ также подтверждал имперский статус и фактическую независимость князей-епископов, имперских аббатов, вольных имперских городов, имперских графов и рыцарей. По оценке Дерека Билса, 65 церковных князей контролировали 1/7 территории и 12 % (3 500 000) населения Священной Римской империи.
Тридцатилетняя война, нанёсшая разрушительный урон Германии, заставила местных правителей впервые за историю империи ориентироваться на законы и правовые структуры. Благодаря этому духовные и светские государства смогли сохраниться и развиваться в окружении мощных государств с постоянной армией вроде Австрии, Баварии и Пруссии.

### Попытки секуляризации в XVIII веке
Хотя после Вестфальского мира ещё 150 лет никакой секуляризации так и не состоялось, разговоры и слухи о ней имели место. Существование независимых епископальных княжеств, уникального явления Священной Римской империи, чаще всего рассматривалось как анахронизм светскими владыками, желавшими поживиться за счёт их земель. В ходе Австрийской войны (1743 год) министр Фридриха II граф Подевильс опубликовал меморандум, предлагавший расширить владения курфюрста Баварии и императора Карла VII за счёт епископальных княжеств Аугсбурга, Пассау (вместе с одноимёнными имперскими городами) и Регенсбурга а также имперского города Ульм. Фридрих лично добавил к списку архиепископство Зальцбурга, а Карл — епископства Айхштетское и Фрайзингское. План вызвал возмущение среди князей-епископов, свободных имперских городов и других представителей имперских сословий, епископства договорились организовать войско в 40 000 солдат для своей защиты от кровожадного императора, по тексту клятвы обязанного их защищать. Внезапная смерть Карла прекратила эту интригу, хотя секуляризацию и потом обсуждали в ходе Семилетней войны, марш-манёвров Иосифа II во время войны за баварское наследство и его позднего плана обмена Баварии на Австрийские Нидерланды с попутной секуляризацией Зальцбургского архиепископства и Берхтесгаденского пробства. Ни один из этих проектов так и не был осуществлён из-за нежелания открыть «ящик Пандоры» и разрушить конституционную основу империи.

### Фактор Великой французской революции
К концу XVIII века в Священной Римской империи отсутствовали какие-либо серьёзные внутренние угрозы для её существования. Только зарубежная Великая французская революция смогла потрясти её основы и стать причиной падения в 1806 году.
К 1794 году в ходе войны первой коалиции французские войска заняли Австрийские Нидерланды и большую часть левого берега Рейна. К этому времени руководство Французской республики решило при удобном случаев так или иначе аннексировать эти земли. Необходимость убедить немецкие государства и княжества, ставшие объектами экспроприации, смириться с этим в обмен на территориальную компенсацию на правом берегу Рейна стала главной целью революционеров, а затем и консула Наполеона Бонапарта. Этой привилегии были лишены все церковные князья (которые и так теряли больше всех в земельном плане), как представители католического духовенства — ярого врага «безбожной» республики. Нелюбовь к ним была также вызвана их непротивлением эмигрантам-роялистам, которые вели контрреволюционную агитацию с территории Германии. С другой стороны, компенсация светским правителям основывалась на секуляризации церковных земель и собственности с правого берега.
Уже Базельский мир между Пруссией и Францией оговаривал «компенсацию» в будущем мирном договоре со Священной Римской империей и после передачи республике всех немецких земель к западу от Рейна (включая и прусские анклавы). Согласно подписанной этими странами тайной конвенции от августа 1796 года, такой компенсацией выступят Мюнстерское княжество-епископство и Фест-Реклингхаузен. Также в статье 3 предусматривалось, что принц Оранский-Нассау (родственник прусского короля), в случае утраты штатгальтерства из-за возникновения дочерней Батавской республики получит земельную компенсацию за счёт бамбергского и вюрцбургского епископств. Кроме того, подписанные в то время мирные договоры республики с Баденом и Вюртембергом также содержали секретные статьи, в которых Франция была готова уступить им конкретные церковные территории, если территориальные потери партнёров будут существенными
Подписанное по итогам крупных побед над австрийцами в октябре 1797 года Кампо-Формийский мирный договор гарантировал компенсацию Австрии за утрату Австрийских Нидерландов в виде Ломбардии с Венецией и Далмацией. Секретная статья, не утверждённая к тому моменту, также добавляла архиепископство Зальцбург и часть Баварии. Договор предусматривал проведение конгресса в Раштатте, где имперская депутация от Австрии, Пруссии и империи подпишут мир с Францией. Франция требовала уступку земель к западу от Рейна с возмещением пострадавшим от этого местным правителям за счёт церковных владений к востоку от Рейна. 9 марта 1798 года делегаты Раштаттского конгресса приняли этот план, и 4 апреля 1798 года была утверждена секуляризация всех церковных государств, кроме архиепископств-курфюршерств Кёльна, Майнца и Трира, участвовавших в выборах императоров. Действовавший до разгона австрийцами в 1799 год конгресс не смог прийти к компромиссу по другим вопросам из-за разногласий по поводу раздела церковных земель, и недостаточного контроля Франции, вызванного борьбой за власть в Париже.
В марте 1799 года Австрия в союзе с Россией возобновила войну с Францией. Ряд поражений и выход России из войны принудили империю подписать 9 февраля 1801 года Люневильский мир, подтверждавший основные требования предыдущего мирного договора и договоренностей в Раштатте. Статья 7 соглашения предусматривала выплату возмещения наследственным имперским князьям, терявшим земли на левом берегу Рейна Договор был подписан Францем II не только от лица Австрии, но и от имени Священной Римской империи..
Принятие вышеуказанного мирного договора дало начало серьёзному обсуждению радикальных перемен в империи на страницах памфлетов и прессы, политической переписке в германских землях и внутри имперской депутации. Защитники церковных территорий называли антиконституционным и незаконным факт роспуска империи, понятие компенсации противоречило принципу индивидуальной ответственности, существовавшему в прежних договорах. Они настаивали на ограничении компенсации размером утраченной территорией или дохода от неё, возмещать которые должны все субъекты империи, а не только церковные князья. Полная секуляризация оценивалась ими как смертельный удар по империи. Их оппоненты менее активно участвовали в спорах, так как ход событий был на их стороне. Хотя они и соглашались с рядом аргументов противников секуляризации, по их мнению Notreich (закон необходимости) сделал её неизбежной: её проведение требовала победившая Франция, и необходимость пожертвовать частью империи для сохранения всего государства оправдана. Австрия была проигравшей стороной от этих перемен, так как с епископами и прелатами из имперских штатов исчезала традиционная опора императорской власти. Секуляризацию невзлюбили курфюрсты Ганновера и Саксонии, но не из симпатии к католической церкви (правящие династии этих государств были протестантскими), а из-за боязни усиления Австрии, Баварии и Пруссии.

## Этап медиатизации (1801—1803)
Вскоре после Люневильского мира 1801 года и обретения Наполеоном титула первого консула империя была поставлена перед требованием составить окончательный план компенсации (Entschädigungsplan) тех правителей, чьи земли к западу от Рейна были аннексированы наполеоновской Францией. После месяцев дебатов в ноябре 1801 года было решено делегировать дело о компенсации Имперской депутации (Reichsdeputation) в составе представителей курфюрстов Майнца, Саксонии, Бранденбурга/Пруссии, Богемии и Баварии, а также герцога Вюртембергского, ландграфа Гессена и великого магистра Тевтонского ордена.
Франция согласилась выступать «посредником», и Заключительное постановление Имперской депутации было составлено под диктовку французских дипломатов. Этот имперский закон о территориальной реструктуризации империи через передачу церковных государств и имперских городов другим имперским государствам по сути лишь утвердил ключевые решения, принятые в Париже представителями Франции и России до начала работы депутаций. Само заключительное постановление было необходимо для легитимации и конституционного одобрения политических и территориальных преобразований государствами Священной Римской империи.
Заключительное постановление было принято Имперской депутацией 25 февраля 1803 года и утверждено Имперским сеймом 24 марта того же года. Документ был подписан императором Францем и вступил в законную силу 27 апреля. Документ предусматривал секуляризацию 70 духовных государств и упразднение 45 имперских городов.
Заключительное постановление не касалось вопроса существования практически 300 независимых имперских рыцарей (сеньоров) и 99 имперских графов, контролировавших 4 500 квадратных миль. Зимой 1802-03 гг. Бавария, Гессен-Кассель и Вюртемберг начали захватывать эти анклавы с помощью эдиктов сдачи-передачи (Abtretungs- und Überweisungspatenten) и военной силы. Этому примеру зимой 1803-04 гг. последовали и более мелкие правители, вроде князя Лейнингена. Этот процесс известен в немецкой историографии как «атака на рыцарей». В январе 1804 года Франц II признал эти захваты незаконными, хотя большинство рыцарских земель к осени 1803 года уже были заняты. Император не мог отменить произошедшее, но силовая угроза приостановила дальнейшие аннексии.

## Акт о роспуске империи (1806)
После того, как Наполеон Бонапарт в 1804 г. объявил себя наследственным императором французов, Франц II (остававшийся выборным императором Священной Римской империи) в ответ провозгласил себя наследственным императором Австрии. Хотя акт принятия титула императора Австрии не нарушал напрямую имперскую конституцию, он свидетельствовал об осознании возможности потери Габсбургами престола Священной Римской империи. Опасность того, что римским императором будет избран Наполеон, стала реальной уже в 1804 году, когда последний посетил древнюю имперскую столицу Ахен и находящуюся там могилу Карла Великого. Идее принятия Наполеоном римской короны симпатизировал даже эрцканцлер империи Карл Теодор Дальберг.
Тем не менее смертельный удар по Священной Римской империи нанёс не акт учреждения Австрийской империи, а война Третьей коалиции 1805 года. Армия Франца II была наголову разгромлена в сражении под Аустерлицем, а Вена захвачена французами. На стороне Наполеона в этой войне сражались войска Бадена, Баварии и Вюртемберга, что не вызвало никакой отрицательной реакции в империи. Франц II был вынужден заключить с Францией Пресбургский мир, согласно которому император не только отказывался в пользу Наполеона и его сателлитов от владений в Италии, Тироля, Форарльберга и Передней Австрии, но и признавал за правителями Баварии и Вюртемберга титулы королей, что юридически выводило эти государства из-под какой-либо власти императора и предоставляло им почти полный суверенитет. Австрия окончательно была оттеснена на периферию Германии, а империя превратилась в фикцию. Как подчёркивал Наполеон в письме к Талейрану после Пресбургского договора:
Больше не будет рейхстага [...], больше не будет и Германской империи.
Процесс распада империи набирал обороты. В январе Швеция объявила о прекращении участия представителей своих северогерманских владений (Передняя Померания) в общеимперском рейхстаге и аннулировании имперской конституции в принадлежащих ей немецких землях. В мае 1806 года имперский эрцканцлер Дальберг, несмотря на протест императора, назначил своим коадъютором и преемником дядю Наполеона кардинала Жозефа Феша — француза, не говорящего ни слова по-немецки. В случае смерти Дальберга Феш стал бы главой правительства Священной Римской империи. По мнению нового австрийского канцлера Иоганна Филиппа Штадиона, перед империей открывалось лишь две перспективы: роспуск, либо реорганизация под французским господством. 12 июля 1806 года Бавария, Вюртемберг, Баден, Гессен-Дармштадт, Нассау, Берг, эрцканцлер Дальберг и восемь других немецких княжеств подписали в Париже договор об образовании Рейнского союза под покровительством Наполеона. 1 августа эти государства объявили о своём выходе из состава Священной Римской империи.
Вскоре началась медиатизация участниками Рейнского союза сопредельных владений имперских рыцарей и мелких графств, в результате которой число немецких государственных образований сократилось с двухсот до чуть более сорока. Ради получения поддержки от соседних немецких государств император Франц принял предложенную Наполеоном идею о медиатизации оставшихся 100 небольших владений их более крупными соседями, большая часть из которых входила во вновь созданный Рейнский союз. Формально эта процедура проводилась по 25 пункту Договора о конфедерации Рейна (Rheinbundakte), санкционировавшему односторонние действия государств внутри собственной территориальной юрисдикции. Это была вторая (и последняя) волна медиатизации в Германии.

22 июля 1806 года австрийский посланник в Париже получил ультиматум Наполеона, согласно которому в случае, если Франц II не отречётся от престола империи до 10 августа, французские войска атакуют австрийские владения. В Вене уже в течение длительного времени велись дискуссии о целесообразности сохранения Священной Римской империи в условиях абсолютного доминирования Франции в Германии. Возобладала позиция канцлера Штадиона, полагавшего, что существует серьёзная опасность превращения империи во французский протекторат и что сохранение Францем II имперского престола неминуемо повлечёт войну с Наполеоном, к которой Австрия была не готова. Отказ от короны стал неизбежен. Очевидно, к началу августа 1806 года, получив гарантии французского посланника, что Наполеон не наденет корону римского императора, Франц II решился пойти на отречение. 
6 августа 1806 года Франц II объявил о сложении с себя титула и полномочий императора Священной Римской империи, объяснив это возникшей невозможностью исполнения обязанностей императора после учреждения Рейнского союза. Одновременно он освободил имперские княжества, сословия, чины и должностных лиц имперских учреждений от обязанностей, наложенных на них имперской конституцией. Хотя акт об отречении и не был безупречен с юридической точки зрения (до сих пор ведутся дебаты по вопросу, имел ли император право единолично принимать решение об упразднении империи), в Германии уже не было политической воли поддерживать существование имперской организации. Священная Римская империя перестала существовать.

## Венский конгресс (1815)
После разгрома Наполеона переделом европейских границ занимался в 1814–1815 гг. Венский конгресс. За время работы было решено не восстанавливать подвергшиеся медиатизации вольные города и секуляризованные княжества. Взамен этого сохранившие голос в имперском сейме бывшие правители получали новый аристократический статус (браки с представителями этих родов признавались королевскими домами равноценными), а также право на компенсацию. В 1825 и 1829 годах эти медиатизированные дома были формализованы правящими домами в одностороннем порядке, хотя это коснулось не всех. По итогам Венского конгресса 1815 года сохранилось только 39 немецких государств, которые объединились в Германский союз.